# Институт глобального климата и экологии
Официальное название института: Федеральное государственное бюджетное учреждение «Институт глобального климата и экологии имени академика Ю. А. Израэля» Федеральной службы по гидрометеорологии и мониторингу окружающей среды (ФГБУ «ИГКЭ»), ранее Институт глобального климата и экологии Государственного комитета по гидрометеорологии и контролю природной среды СССР и АН СССР. Позже институт относился к Росгидромету и Российской академии наук. В настоящее время ИГКЭ является институтом, подведомственным лишь Росгидромету. 10 мая 2018 года приказом Росгидромета № 183 институту присвоено имя академика Юрия Антониевича Израэля.
Основатель и директор института до 2011 года — доктор физико-математических наук, профессор, академик РАН Израэль Юрий Антониевич (1930—2014). В 2011—2017 гг. директором был С. М. Семенов. С 8 августа 2017 года институт возглавляет чл.-корр. РАН А. А. Романовская.
Институт проводит фундаментальные и прикладные научные исследования, выполняет обзорные и аналитические работы, а также готовит публикации, в области климатологии (включая прикладную климатологию) и мониторинга состояния и загрязнения окружающей среды.
Основная тематика: — антропогенные воздействия на глобальный климат; — глобальные и региональные изменения климата, обусловленные антропогенными и естественными причинами, их экологические, социальные и экономические последствия, а также возможности адаптаций и стабилизации климата; — химическое загрязнение природной среды, оценка его последствий и возможностей предотвращения; — радиоактивное загрязнение природной среды и его последствия.
Институт активно сотрудничает в рамках международных организаций и программ, в частности в рамках Межправительственной группы экспертов по изменению климата (IPCC), органов Рамочной конвенции ООН об изменении климата (РКИК), Всемирной метеорологической организации (WMO), Совместной программы наблюдения и оценки переноса загрязняющих воздух веществ на большие расстояния в Европе (ЕМЕP), Международной совместной программы комплексного мониторинга влияния загрязнения воздуха на экосистемы (ICP IM), Сети мониторинга кислотных выпадений в Восточной Азии (ЕАNЕТ).
Институт проводит координационную работу в России по деятельности Межправительственной группы экспертов по изменению климата (МГЭИК). Научный руководитель института С. М. Семенов является официальным представителем России в МГЭИК.